# Frederik Adeler (overpræsident)
 Der er flere personer med dette navn, se Frederik Adeler.
Frederik lensbaron Adeler (født 25. juli 1764 på Adelersborg(Dragsholm), død 23. marts 1816 i København) var en dansk overpræsident i København.
Adeler var en søn af kammerherre, baron Conrad Wilhelm Adeler og Ulrika Helene de Cicignon. I en alder af kun 14 år blev han hofjunker, 1781 kammerjunker, 1790 supernum. kommitteret i Generaltoldkammeret og 1792 kammerherre. 1802 udnævntes han til stiftamtmand i Trondhjem og amtmand over nordre og søndre Trondhjems Amt, men forflyttedes allerede 1804 som amtmand til Holbæk amt. 1808 blev han stiftamtmand på Fyn og amtmand over Odense Amt og året efter gehejmekonferensråd og overpræsident i København; 1804 fik han Storkorset af Dannebrog.
Han døde pludselig i København 23. marts 1816. 1. juli 1786 havde han ægtet Berta komtesse Moltke, der var født 16. november 1767 og døde 1. maj 1846 på Adelersborg (Dragsholm). Dette baroni, som Adeler 1785 havde overtaget tillige med Gjemsø kloster i Norge, substituerede han 1810 med en fideikommiskapital, men gård og gods, hvis bestyrelse han med megen dygtighed varetog, forblev dog som et allodialgods hos efterkommerne af hans eneste datter, Sophie Hedevig baronesse Adeler.